# John Soane

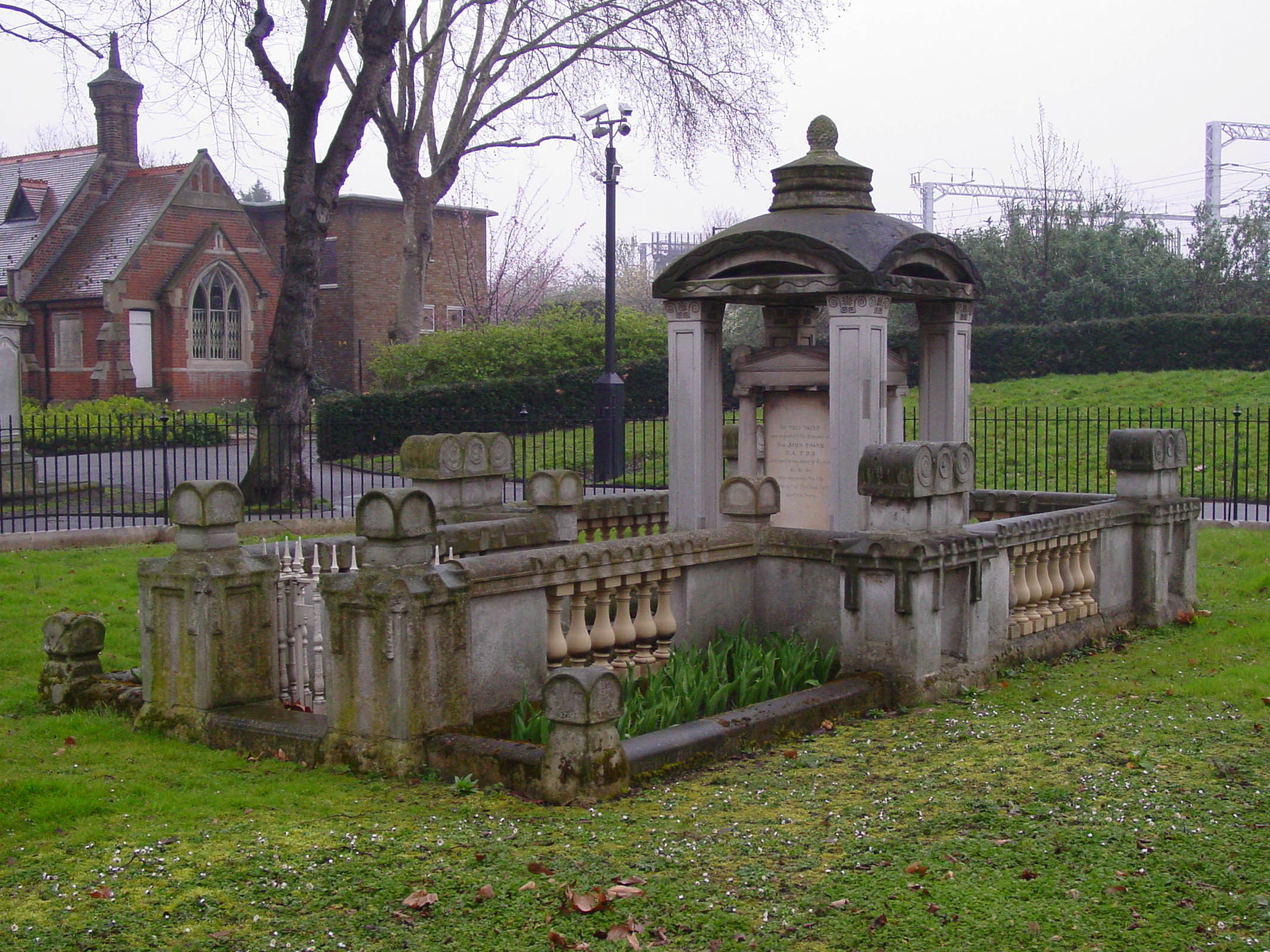
Grób Johna Soane'a na cmentarzu Starego Kościoła (St. Pancras Old Church) w Londynie

Sir John Soane (ur. 10 września 1753 w Goring-on-Thames w Anglii, zm. 20 stycznia 1837 w Londynie) – angielski architekt, specjalizujący się stylu neoklasycznym. Znany przede wszystkim z projektu Bank of England, siedziby banku centralnego Wielkiej Brytanii.

## Życiorys
Urodził się w Goring-on-Thames w hrabstwie Oxfordshire. Architektury uczył go początkowo George Dance the Younger, a później Henry Holland. W 1771 roku rozpoczął naukę w Royal Academy of Arts. Podczas studiów otrzymał srebrny medal (1772), a później złoty (1776). W 1777 roku zdobył stypendium, podczas którego kształcił swój styl we Włoszech.
Podczas pobytu w Rzymie spotkał architekta Thomasa Hardwicka, z którym wcześniej uczęszczał do szkoły, a później Fredericka Augustusa Herveya, z którym udał się do Irlandii. Ponieważ nie mógł znaleźć tam pracy, w 1780 roku wrócił do Anglii, gdzie założył niewielką praktykę architektoniczną. 
W 1788 roku został głównym architektem Bank of England, którego fasada jest najbardziej znanym dziełem artysty. Kontakty, które zdobył podczas projektu, jak i pieniądze, które otrzymał po śmierci teścia, ułatwiły mu osiągnięcie sukcesu. W 1806 roku Soane został profesorem Royal Academy, piastował to stanowisko aż do śmierci. W 1814 roku został powołany do Metropolitan Board of Works, z którego odszedł w momencie przejścia na emeryturę w 1832 roku.
W 1832 roku Soane otrzymał tytuł szlachecki. 
Wykaz jego prac jest szeroki, a do jego najsłynniejszych prac, poza przebudową Bank of England, należą: Dulwich College Picture Gallery (1811–1814), a także dom architekta przy 13 Lincoln’s Inn Fields, w którym dziś mieści się Muzeum Johna Soane'a.

## Wybrane prace
- Bank of England (1788–1833)
- Dulwich Picture Gallery (1811–1814)
- Freemasons' Hall, Londyn (1828)
- Holy Trinity Church Marylebone (1826–1827)
- Moggerhanger House, Moggerhanger (1809–1811)
- Royal Hospital Chelsea (1809–1817)
- St. John Church, Bethnal Green, Londyn (1826–1828)